# P/2010 H2 Vales
La cometa P/2010 H2 Vales è una cometa periodica scoperta dallo studente d'astronomia Jan Vales all'Osservatorio di Montenero d'Idria, in Slovenia (codice internazionale 106), nel corso del programma di ricerca Pika.

## Storia della scoperta
Nella notte del 15-16 aprile 2010, su immagini prese da Jan Vales, nel quadro del programma di ricerca astronomica Pika, veniva scoperto un oggetto relativamente luminoso di +12,5 magnitudine; questo oggetto non corrispondeva a nessun oggetto conosciuto e la sua alta luminosità rendeva molto improbabile la possibilità che fosse sfuggito ai programmi di ricerca professionali: l'oggetto veniva inserito nell'elenco degli oggetti da confermare dell'apposita pagina Internet del CBAT, l'ente che riceve a livello mondiale le segnalazioni delle scoperte astronomiche e i dati relativi alle osservazioni effettuate dagli astronomi professionisti e dilettanti.
Intanto contatti diretti avvenivano tra molti astrofili per confermare la scoperta, oggi relativamente rara, fatta da un astronomo non professionista: veniva avanzata l'ipotesi, poi rivelatasi esatta, che l'oggetto fosse una cometa sconosciuta colta nella fase iniziale della formazione di una chioma temporanea dovuta all'esplosione di una sacca di gas, come accaduto nell'ottobre 2007 alla cometa 17P/Holmes o alla collisione con un altro corpo celeste, come avvenuto appena tre mesi prima alla cometa 354P/LINEAR.
Le verifiche effettuate nelle ore successive hanno dimostrato che l'area del cielo ove si doveva trovare l'oggetto era stata effettivamente ripresa da due programmi di ricerca professionali: nelle immagini riprese dal primo programma, circa 15 ore prima della scoperta, non vi era alcuna traccia di un oggetto con tale luminosità o anche molto inferiore; la prima immagine ripresa dal secondo programma, non mostrava l'oggetto mentre in una successiva immagine l'oggetto era visibile, ma con una luminosità inferiore a quella della scoperta: queste immagini hanno permesso di circoscrivere l'inizio del fenomeno in un intervallo non superiore alle 10 ore. Nel frattempo le immagini riprese in varie parti del mondo mostravano una lieve ma significativa traccia di una chioma attorno all'oggetto, che si rivelava così di natura cometaria.
Infine dopo quasi 44 ore usciva la circolare con l'annuncio ufficiale della scoperta che mostrava una sorpresa: la cometa appartiene alla famiglia di comete quasi-Hilda .